# メタルマックス2
『メタルマックス2』 (METALMAX2) は、データイーストより1993年3月5日に発売されたスーパーファミコン用ロールプレイングゲームであり、『メタルマックスシリーズ』（1991年 - ）の2作目にあたる。略称はMM2。
ゲーム内容は主人公の少年を操作し、親の仇である武装組織「バイアス・グラップラー」へ復讐する事を目的としているが、ゲーム進行上必ずクリアしなければならないイベントも必ず倒さなければならない敵も少なく、自由度がかなり高い。プラットフォームがスーパーファミコンに移りグラフィックが大幅に強化されたほか、本作のメインである戦車も改造の幅が広くなり、更に戦車の製造も追加された。後のシリーズでマスコット的存在となる「犬」が新たな仲間として登場した。そのほか、「今週のターゲット」「インテリアを貢ぐ」「ドラム缶を押す」といったシリーズ恒例となるイベントやシステムは本作で確立された。
後にリメイク版として、ゲームボーイアドバンス用ソフト『メタルマックス2改（METALMAX2改）』（2003年）が発売された。略称は2改。さらに、『メタルマックス3』（2010年）のシステムをもとにしたニンテンドーDS用ソフト『メタルマックス2:リローデッド（METAL MAX2: ReLOADED）』（2011年）が角川ゲームスより発売された。また、大元であるスーパーファミコン版も2010年7月13日よりWiiのバーチャルコンソールにて配信された。
スーパーファミコン版はゲーム誌『ファミコン通信』の「クロスレビュー」にてシルバー殿堂入りを獲得、ニンテンドーDS版は同レビューにてゴールド殿堂入りを獲得した。
本項では『メタルマックス2改』、『メタルマックス2:リローデッド』についても扱う。

## ストーリー
物語は凶悪な武装組織「バイアス・グラップラー」と主人公たちとの戦いという形で進められる。主人公はグラップラーを親の仇として追い、メカニックはグラップラーに悪戯をして追われ、ソルジャーはマドの街で討ち死にした兄の遺志を継いでグラップラーへの復讐を誓い、パーティーに参加する。

## 登場人物
主人公
本作の主人公。グラップラーに両親を殺され、マリアに拾われた少年。グラップラー四天王のテッド・ブロイラーにマリアを殺され自身も瀕死の重症を負い、復讐のためハンターとなる所から物語は始まる。『リローデッド』（以下『2R』）では性別が男の場合はケン、女の場合はレナという名前が設定され、母親がマリアの親友だったという設定が付け加えられた。性別と職業が選択可能だが、ハンター以外の容姿は汎用キャラの物となる。
メカニック
特徴的なヘアースタイルのパンクスタイルの青年。エルニニョの町の修理屋で働いていたが、グラップラーの車をメチャクチャに壊したため牢屋にぶち込まれており、救出すると仲間になる。レンタルタンク屋の父と酒場で働く姉のメロディがいる。よく間違われるが、彼の髪型はモヒカンではない。『2R』ではアクセルという名前が設定され、キャラクターデザインが大きく変更された。
ソルジャー
マリアと共にグラップラーと戦って死んだフェイの妹。気性激しく命知らずで無鉄砲。兄の敵を討つべく単身スカンクスに挑んで返り討ちにあい、蘇生するも今度は海を泳いで渡ろうして鮫に飲まれまた死亡する。その後、再び主人公らに蘇生された時に強くなるためとして仲間になる。『2R』においてはミシカという名前が設定され、キャラクターデザインが変更された。
ポチ
犬だらけの犬の村の中でめっぽう強い戦闘犬。なぜか主人公になつく。
ハチ
タイシャーの町にいるゲテモノ好きな犬。普通の犬だが、『2R』では戦闘犬として成長するようになった。
魔犬ベロ
『2R』に登場する戦闘犬。敵として遭遇するが倒すと仲間になりたそうにこちらを見る。
ビイハブ
賞金首Uシャークへの復讐に燃える船長。元は気の良いサルベージ屋だったがUシャークに片足を食いちぎられ、復讐に巻き込んだ家族をも次々に殺され復讐の狂気に取り付かれていく。冒険を進めるためには彼の復讐に協力することが必要となる。
マリア
両親をグラップラーに殺され孤児となった主人公の育ての親で、人々の噂にも上る凄腕の女ソルジャー。あだ名は「不死身の女ソルジャー」。物語序盤で雇われ用心棒としてグラップラーと戦う。主人公をかばいつつテッド・ブロイラーに倒されるが、物語を進める中で幽霊船やデスクルスなどでマリアの生い立ちなどをうかがわせる演出が数箇所にあり生前、主人公の親になるまでは職業軍人とも言える好戦的な性格だったが、主人公を育てていくうちに母性あふれる優しい性格に変わっていったらしい。
ガルシア
マドの街に雇われた用心棒の一人。バギータイプの愛車である「ガルシア号」を駆るハンターで、あだ名は「暴走バギーのガルシア」。そのバギーは、後に主人公が最初に手に入れる戦車となる。がめつく軽薄かつ凶暴な性格で、出会った早々マリアにぶっ飛ばされる。その直後にテッド・ブロイラーと戦って討ち死にしたかに見られたが、グラップラーに連れ去られ改造手術を施され復活する。後に主人公宅に送った果たし状によると、グラップラーに主人公を倒せば四天王の後釜に入れてやるという約束を交わしたらしく、そのために彼に決闘を申し出たらしい。
しかし、果たし合いの場所では「主人公に家族を殺され、その復讐のために身体を改造した」と、果たし状とは全く違う、しかも虚言を周囲の人間に言いふらしていた。『2R』では不名誉な死を与えるために行ったと明言している。
フェイ
マドの街に雇われた用心棒の一人。あだ名は「隼のフェイ」。名の知れたソルジャーであり、マリアとは懇意であった。金が入ったら主人公とマリアと3人で一緒に暮らさないかと持ちかけ、マリアも乗り気であったが夢かなわずテッド・ブロイラーに殺された。のちに登場する女ソルジャーは実の妹。「他人のために戦って死ぬのは馬鹿らしい」が口癖だったようらしい。
アパッチ
マドの街に雇われた用心棒の一人。あだ名は「鉄の男」。彼もまた名の知れたソルジャーであり、物静かな性格。主人公に対しもし親の仇を討ちたいならハンターになるよう勧めるが、マリアやフェイと共に殺されてしまう。『2R』ではセリフと外見が変更されている。
イリット
マドの街に住む少女で、修理屋を営むナイルじいさんの孫娘。弟のカルとの会話の内容によってはイリットと結婚できるが、イリットと結婚した場合はアナザーエンドとなる。本作は最終ボスを倒した後はそのままエンディングを迎えてしまうため、前作の「最終ボスを倒した後にとうちゃんに引退宣言してエンディング」を迎えるシナリオに値する「最終ボスを倒した後にイリットと結婚してエンディング」のシナリオ展開は存在しない。『2R』では主人公が女性でも結婚可能。
バトー博士
荒野の中の研究所にロボット助手のサースデーと共に暮らす科学者。大破壊後の世界において戦車の設計、新造が行える天才的な頭脳の持ち主である。一方、常に相手を罵倒するような話し方のため友達がおらず、友達になることで、てつクズを材料に戦車を1台作ってもらえる。『2』および『2改』では老人であるが、『2R』では若い男性である。
スカンクス
4本の腕を持つサルのバイオニックで、グラップラー四天王の1人として登場する。序盤の要所、グラップルタワーを占拠しており、四天王の中で主人公と真っ先に衝突することになる。突然変異による高い知能を持ち、肉弾戦が得意。主人公に敗北すると、そのことを他の仲間たちに知らせる意味も込めて、壮絶な自爆を遂げる。のちにある場所を訪れると、元は研究所にいたサルの親玉が大破壊のドサクサで改造された姿であるらしいという意外な過去が明らかになる。デスクルスは彼のコピーが所長を務めていた。『2R』ではソルジャーの特技を駆使して戦う。
ピチピチブラザーズ
兄の「ステピチ」と弟の「オトピチ」の兄弟賞金首。自分達に懸けられている賞金が安すぎることに憤慨しており、各地で出会うたびに会話イベントと賞金額の吊り上げが行われる。最終的に戦いを挑んでくるが、兄弟で助け合いながら戦うためかなりの強敵。
ブルフロッグ
グラップラー四天王の1人で、バイアス・グラップラーの拠点のひとつ、デビルアイランドを守っている。ガスマスクを被り四つんばいで歩く大柄な男の姿であり、背中の穴から大量のミサイルをばら撒く。また専用戦車として「ブルクルーザー」をもつ。『2R』ではメカニックの特技を駆使して戦うほか、語尾が「ケロ」となっていたり言動が幼児のようであったりとキャラクター性が大きく追加されている。
カリョストロ
グラップラー四天王の1人。光学兵器を内蔵したマントとボディスーツを身につけた怪紳士。やや自惚れの気がある。デビルアイランドで狂気の研究をエバ博士に強要しており、脱走したエバを主人公らを騙して探させ連れ去る。比較的前半部で出会うことになるが実際に戦うのは後半部に入ってから。専用戦車として「カリョバトラー」を保有する。『2R』ではアーチストの特技を駆使して戦う。
テッド・ブロイラー
グラップラー四天王の1人。赤いモヒカンにたらこ唇、全身青のボディスーツに強力な火炎放射器を装備した怪人。主人公の育ての親の仇であり、主人公をも追い詰めた。リベンジ戦は戦車を降りてからの白兵戦となるため、倒すにはかなりの苦戦を強いられる。『2R』ではさらに強化され、ナースの特技も駆使して戦う。
バイアス・ブラド（バイアス・ヴラド）
グラップラーの総統。大破壊前は巨大コングロマリット企業のブラド・コーポレーションを率いていた天才であり、科学者や政治家としての一面もあった。しかし不治の病に犯されたことによりそれを回避するための研究に没頭し、自ら開発した第六世代コンピューターに記憶や神経系データをコピーし、病に蝕まれた肉体を捨てコンピュータの体を手に入れることで死を免れた。それだけでは飽き足らず私兵組織を結成して人間狩りを行い、究極の生物を目指して生体実験を繰り返している。なお、実際に戦闘するときは「サイクロトロン」という毎ターン全快するというリカバリーシステムを持っているが、エバ博士の作ったあるものに停止させるパスワードが記載されている。倒すとトランス・ブラドとなり襲い掛かってくる。
『2R』ではフメツ・ゲートのイベントで彼の脳を精巧に模した「不滅のヴラド4.0」との対話からすると、かつては人間狩りなどを行うような性格ではなかったようだ。また、バトル前の会話でノアの製作にかかわったことを明かし、最終決戦は新形態ヴラドプラズマも含めた3連戦になっている。
主なモンスターとしては、賞金首の存在が挙げられる。

## 登場車両
2Rでは戦車特性・エンジン特性・Cユニット特性が追加されたことにより、改造の幅が大幅に広まっている。また多人数で乗り込み一つの戦車を全員で運用するというシステムも加わったため、｢最大乗車人数｣というスペックも追加された。
バギー
元ガルシアの愛車。最初は滅茶苦茶に壊れているため、隣町まで砂漠を歩いて出かけてしまった修理できる人を探しに行かなければいけないイベントが、ストーリー開始直後の主要イベントとなる。
装甲車
ゲーム内では説明書に掲載されている装甲車の写真の名前欄の一文以外ヒントも無く、地面に埋もれているため存在が気付かれ難い。そこそこ優秀な戦闘車両で拡張性もあり、序盤から中盤に掛けての主戦力となる。強力な打撃力と硬い装甲を持つ賞金首「サイゴン」との遭遇さえなければ、グラップラーが封鎖していたベイブリッジ突破直後に足を伸ばして拾いに行くことができる。
野バス
大破壊前に運行していた自動運転バスが野生化し、暴走を始めたという設定で、戦車ではない。野生化しているため敵として遭遇するが、序盤では高い防御力と体当たり攻撃が脅威となる。ただし本能的にバス停を見ると停まってしまう。1台だけ、捕獲して戦車として入手可能。非戦闘車両でありながら他の戦車と同等の働きを見せる。シャシー重量が軽いことから拡張性も高い。『2R』ではプレイヤーも体当たりを使えるようになった。
ウルフ
ゲーム中の企業、ブラドコーポレーション製。Rウルフ同様に赤い。当初は入手可能なエンジンの出力不足に泣かされる。『2R』では、ダブルエンジンの恩恵で中盤から重武装化可能。
ゲパルト
タイシャーの神社で御神体として祭られている戦車。最大守備力の割りにシャシー重量が重い。『2R』では対空能力と強力な電撃装備が特徴。
マンムート
洞窟内に放置されていたため傷みが酷い状態である。シャシー重量が大きいため全般的に扱い難い車体。『2R』ではダブルエンジン対応で重武装化が可能になり、強力な迎撃S-Eを固定装備できるようになった。
エレファント
高い防御力を持っているものの、重量が戦車中最大のため装備はあまり多く期待できない。『2R』では入手可能時期が大幅に早くなり、ダブルエンジン対応により装備を充実させられるようになった。
以下はバトー博士に作ってもらえる戦車。どれか1台を選ぶことができるが、強力な戦車ほど、より多くの鉄くずが必要になる（裏技を使わなかった場合）。
アビシニアン
裏技でレオパルドの性能を持ちながら12t未満の重量という軽量かつ高性能な戦車が作れる。
『2R』では、軽量な反面4種の中では唯一2人乗り。
ストラディバリ
アビシニアンについで軽くかつ火力が低めで、唯一迎撃能力を持つバージョンがある。固有兵装の個性が薄めなので、キャノンラッシュを生かしやすいといえる。
ティーガー
他のシリーズに登場するドイツ戦車がモデルの物と違い、オリジナルのデザインである。（強いて言えば、旧ソ連軍のアカーツィヤ自走砲と類似なフォームになっている）
守備力を最大限にまで高めることができるほか、色が他の戦車と大きく異なる。
『2R』では固有兵装の種類は少ないものの、デフォルトだとS-Eが3つ搭載できるため、火力面では強力である。
レオパルド
モデルはドイツのレオパルト2。レオパルト2A5、A6ではなく、A4以前の型。守備力が高い。
『2R』において、固有兵装の火力が一番高い反面、4種の中では一番重い。
以下のシャシーは、『2改』のレンタルタンクとして登場する。
38式
『2改』で追加されたオリジナルの戦車。登場時期と比較すると異常な威力の装備をしている。
ガントン
『2改』オリジナルの戦車。
以下のシャシーは、『2R』で追加された戦車。
ストレイドッグ
序盤で入手できるバイク型の戦車。初期重量が非常に軽い。
白バイ
とあるクエストで入手できるバイク型の戦車。ストレイドッグと比べると少々重めで、改造自由度が高い。
レンタルタンク
一定の条件を満たすことで、レンタルタンクを買い取れるようになる。『3』に登場した車種「スーパーカー」と「サイファイ」はレンタルタンクとしてのみ存在する。
ゼロ
一輪戦車というカテゴリの戦車。キャタピラが一つしかなくキャタピラの上に直接ボディが乗っている。

## 他機種版

### 一覧
| No. | タイトル                     | 発売日        | 対応機種               | 開発元                      | 発売元             | メディア                                      | 型式           | 備考                          |
| --- | ---------------------------- | ------------- | ---------------------- | --------------------------- | ------------------ | --------------------------------------------- | -------------- | ----------------------------- |
| 1   | メタルマックス               | 1997年12月1日 | スーパーファミコン     | データイースト クレアテック | データイースト     | フラッシュロムカセット （ニンテンドウパワー） | -              |                               |
| 2   | メタルマックス2改            | 2003年6月20日 | ゲームボーイアドバンス | ナウプロダクション          | ナウプロダクション | 32メガビットロムカセット                      | AGB-A9TJ-JPN   | リメイク版                    |
| 3   | メタルマックス2              | 2010年7月13日 | Wii                    | データイースト クレアテック | エンターブレイン   | ダウンロード （バーチャルコンソール）         | -              |                               |
| 4   | メタルマックス2:リローデッド | 2011年12月8日 | ニンテンドーDS         | キャトルコール              | 角川ゲームス       | DSカード                                      | NTR-P-TMXJ-JPN | リメイク版 売上本数：55,858本 |

### ニンテンドーDS版
『メタルマックス2:リローデッド』にはいくつかの限定版が存在する。
メタルマックス2:リローデッド Limited Edition
通常の限定版。ゲームソフト本体に加え、以下の特典が同梱されている。
『メタルマックス サウンドコレクション L×R』
CD2枚組のサウンドトラック。
Disc1の「メタルマックス リターンズ オリジナルサウンドトラック」には「Returns」の刻印があり、『メタルマックスリターンズ』の曲が全曲収録されている。
Disc2の「メタルマックス ミュージックライブアルバム at Shibuya O-EAST 20110306」には「Live」の刻印があり、2011年3月6日に渋谷O-EASTで開催されたライブ音源が収録されている。
WANTED メタルプレート 4枚組
テッド・ブロイラー、ブルフロッグ、カリョストロ、スカンクスのグラップラー四天王のイラストが印刷された金属プレート。
『メタルマックス2:リローデッド 忘れえぬ人』
漫画：山本貴嗣、原案：宮岡寛
メタルマックス2:リローデッドの前日譚で、女ソルジャー“不死身のマリア”の物語を描く。数量限定購入特典。

メタルマックス2:リローデッド ファミ通DXパック
エンターブレインのオンラインショップ「エビテン」限定発売のセット。ゲームソフト本体に加え、以下の特典が同梱されている。
テッド・ブロイラー手配書ポスター
ファミ通DXパック早期予約特典。テッド・ブロイラーのイラストの印刷された手配書風ポスター。
特大ポチクッション 麻袋風
ポチの顔や足あとの印刷された麻袋風のクッション。
ステンレス製ドラム缶マグカップ R-WOLF
戦車「ウルフ」が印刷された、ドラム缶型ステンレスマグカップ。
ハンターラバーストラップ
ハンターのドット絵風のラバーストラップ。
『メタルマックス2:リローデッド 忘れえぬ人』
上記「Limited Edition」に同梱されている物と同じ物。

メタルマックス2:リローデッド Limited Edition ファミ通DXパック
「エビテン」限定発売のセット。上記「Limited Edition」に「ファミ通DXパック」の特典を加えたもの。
また、「テッド・ブロイラー手配書ポスター」も「ファミ通DXパック」と同じく早期予約特典となっている。

## 音楽
サウンドトラック
『SUPER FAMICOM NEW GAME SOUND MUSEUM Vol.7』
1993年4月20日発売の『スーパーファミコンマガジンVol.7』の特別付録。スーパーファミコンの新作などからBGMが数曲ずつ収録されており、『メタルマックス2』からは「オープニング」、「おたずね者との闘い」、「ルート 99」の3曲が収録されている。
『METAL MUSIC ManiAX 〜メタルキューブ〜』
『メタルマックス3』Limited Editionの特典。2枚目に『メタルマックス2』の曲が全曲収録されている。

## スタッフ
- ゲーム・デザイン：宮岡寛
- プロデュース：桝田省治
- キャラクター・デザイン：山本貴嗣
- 音楽：門倉聡
- アシスタント・デザイン：まさきのりかず
- ディレクション：中本博通、井戸川孝史
- プログラム：田内智樹、ふくしまじゅん、森隆司、くぼたまこと、M.MORIMITO、みやもとこういちろう、諏訪明久
- グラフィック：中山耕一、わたなべたかし、うしくぼちず、おぐらまさふみ、みやたさとこ
- サウンド：ATOMIC HAMADA（濱田誠一）、N'GJA MIURA（三浦孝史）、清水絵美、Z-YAMANAKA（山仲清二）
- パブリッシュ：やまざきてつのすけ、まきむらあつし、竹内倫、斉藤幸一
- スペシャル・サンクス：YUTAKA TOMY、石井誠一、みやおかよしお
- エグゼクティブ・ディレクション：野口正登、中村良、たかぎけいいち
- エグゼクティブ・プロデュース：福田哲夫

## 開発

### 背景・スタッフィング
本作のプロデューサーは桝田省治、ゲーム・デザインは宮岡寛、音楽は門倉聡が担当している。
前作『メタルマックス』の売れ行きは良くなかったものの、購入者からの反響が大きかったことから、データイーストの吉田穂積はシリーズ化すれば売れると判断し、開発スタッフの一人である宮岡寛に接触した。

### セッティング
本作には2つのテーマがあり、まずは「復讐」が据えられた。そのモチベーションを保つため、物語の序盤で主人公の養親・マリアが殺される描写が取り入れられた。なお、当初マリアの遺体は黒焦げで表現されていたが、マスター提出後に任天堂から指摘が寄せられ、急遽差し替えられた。
また、開発当時のゲームは死を軽んじる作品が多かったため、もう一つのテーマとして「生と死」が据えられた。

### システム
ファミリーコンピュータ用ソフトだった前作ではどうしても処理速度を上げることができなかったため、本作の開発に当たっては「何もかも速くしろ」という号令がかけられた。開発初期の時点ではキャラクターの歩行速度が速すぎて自販機の前に止まれないという事象もあったほか、スタッフの中には前作のテンポが良かったと感じる者もいた。
前作の開発が長引いた原因の一つにROM容量超過があり、その対策としてすべてのマップが縮められた。たとえば、店舗の内部マップはすべて1画面以内に収められるように設計された。その設計作業はデータイーストのグラフィッカー総出で行われ、それだけでも2・3か月かかり、結果として全体的な開発期間が2年を超えた。
事前に納期を決めてその通りに完成させたはいいものの、シナリオの一部が欠落していた。また、ブルフロッグほか一部のキャラクターが仮セリフのままになってしまっていた。

### 開発（リローデッド）
『メタルマックス3』が問屋からの評判がよく、メディア芸術祭の審査委員会推薦賞を受賞したことから、すぐさま『メタルマックス2』のリメイク企画が立ち上がった。

## 反響
宮岡によると25万本ほどを売り上げたといい、2020年の座談会では初心会の影響もあったとみている。
一方、友野は2020年の座談会の中でリメイク版の『メタルマックス2:リローデッド』の売れ行きが思わしくなかったと指摘している。これについて桝田は知名度の問題だとし、シリーズの広告自体がファンに向けてしか打ち出されていないことを原因として挙げている。友野自身も、話の流れの中で『メタルマックス2』のファンである自分と同世代の知人が、『メタルマックス2:リローデッド』が発売されていたことを知らなかったことを挙げている。

### 評価
スーパーファミコン版
ゲーム誌『ファミコン通信』の「クロスレビュー」では、8・8・8・7の合計31点（満40点）でシルバー殿堂入りを獲得、『ファミリーコンピュータMagazine』の読者投票による「ゲーム通信簿」での評価は以下の通りとなっており、24.11点（満30点）となっている。この得点はスーパーファミコン全ソフトの中で16位（323本中、1993年時点）となっている。また、同雑誌1993年8月情報号特別付録の「スーパーファミコンオールカタログ'93」では、「前作より自由度が高く、ストーリーとはまったく関係ないところに時間とお金を費やし浸れるところが、このゲームの楽しみだ」と自由度の高さに関して肯定的なコメントで紹介されている。その他、『SUPER FAMICOM Magazine』1993年8月情報号特別付録の「スーパーファミコンオールカタログ'93」巻末に収録されている「部門別ベスト30」では、総合16位、熱中度18位、お買い得度14位、オリジナリティ12位を獲得している。
| 項目 | キャラクタ | 音楽 | 操作性 | 熱中度 | お買得度 | オリジナリティ | 総合  |
| 得点 | 3.98       | 3.86 | 3.93   | 4.24   | 3.88     | 4.21           | 24.11 |
ゲーム誌『Theスーパーファミコン』の「ザ・テストプレイ」では総合評価65点（100点満点）。レビュアーは「主人公がモンスターハンターというのが新鮮」、「システムや乾ききった雰囲気のあるシナリオはありがちなものではなく好感」、「マルチシナリオは追求されていてその姿勢には高評価」と設定やシナリオ展開に関して肯定的に評価、また「標的のモンスターを倒すなどやれることの幅が広くただの経験値稼ぎにならず飽きない」、「戦車改造が面白い、仲間の犬が可愛い、最近のSFCRPGに飽きている人はオススメだ」とゲームシステムやキャラクター造形に関しても肯定的に評価しているが、「戦車は大胆に改造しても意外と強くならないのは残念」、「弾を大量消費する代わりに敵をいっぱい攻撃出来たら戦闘に幅が広がった」とプレイヤーキャラクターの攻撃に関しては否定的な評価をしている。
ゲームボーイアドバンス版
ゲーム誌『ファミ通』の「クロスレビュー」では合計27点（満40点）になっている。
ニンテンドーDS版
ゲーム誌『ファミ通』の「クロスレビュー」では合計33点（満40点）でゴールド殿堂入りを獲得した。

## 関連商品

### 攻略本
『メタルマックス2サバイバルマニュアル』
HIPPON SUPER!編集部、JICC出版局、1993年3月、95頁、ISBN 4-7966-0615-7
『メタルマックス2必勝攻略法』
ファインティングスタジオ、双葉社(スーパーファミコン完璧攻略シリーズ)､1993年4月､125頁､ISBN 4-5752-8221-9
『メタルマックス2：リローデッド 公式ガイドブック』
エンターブレイン、2012年2月、ISBN 978-4-04-727914-8

### アンソロジーコミック
『メタルマックス2 スーパーコレクション』
編：アスキーコミック編集部、著：山本貴嗣、夏元雅人、こいでたく、岡田敦志、1993年6月、ISBN 4-7561-0688-9

### 小説
『メタルマックス (1)火炎水晶』
北沢蒼、角川スニーカー文庫、1993年10月、ISBN 4-04-414901-1
『メタルマックス2』の世界観をもとにした小説。「(1)火炎水晶」とあるが、2巻以降は出ていない。